# Jozef Trangoš
Jozef Trangoš (* 19. března 1936) byl slovenský a československý politik a bezpartijní poslanec Sněmovny lidu Federálního shromáždění za normalizace.

## Biografie
K roku 1981 se profesně uvádí jako mistr elektroúdržby. Ve volbách roku 1981 zasedl do Sněmovny lidu (volební obvod č. 179 – Banská Štiavnica, Středoslovenský kraj). Mandát obhájil ve volbách roku 1986 (obvod Banská Štiavnica). Ve Federálním shromáždění setrval do ledna 1990, kdy rezignoval na svůj post v rámci procesu kooptací do Federálního shromáždění po sametové revoluci.